# Campeonato Mundial Júnior de Patinação Artística no Gelo de 2016
O Campeonato Mundial Júnior de Patinação Artística no Gelo de 2016 foi a quadragésima primeira edição do Campeonato Mundial Júnior de Patinação Artística no Gelo, um evento anual de patinação artística no gelo organizado pela União Internacional de Patinação (em inglês:  International Skating Union) onde os patinadores artísticos competem pelo título de campeão mundial júnior. A competição foi disputada entre os dias 14 de março e 20 de março, na cidade de Debrecen, Hungria.

## Eventos
- Individual masculino
- Individual feminino
- Duplas
- Dança no gelo

## Medalhistas
| Evento                        | Ouro                                                 | Prata                                             | Bronze                                     |
| Individual masculino detalhes | Daniel Samohin · Israel                              | Nicolas Nadeau · Canadá                           | Tomoki Hiwatashi · Estados Unidos          |
| Individual feminino detalhes  | Marin Honda · Japão                                  | Maria Sotskova · Rússia                           | Wakaba Higuchi · Japão                     |
| Duplas detalhes               | Anna Dušková · Martin Bidař · República Tcheca       | Anastasia Mishina · Vladislav Mirzoev · Rússia    | Ekaterina Borisova · Dmitry Sopot · Rússia |
| Dança no gelo detalhes        | Lorraine McNamara · Quinn Carpenter · Estados Unidos | Rachel Parsons · Michael Parsons · Estados Unidos | Alla Loboda · Pavel Drozd · Rússia         |

## Resultados

### Individual masculino
| Pos.                                                  | Nome               | Nacionalidade    | Pontos | PC         | PL          |
| ----------------------------------------------------- | ------------------ | ---------------- | ------ | ---------- | ----------- |
| Medalha de ouro                                       | Daniel Samohin     | Israel           | 236.65 | 71.27 (9)  | 165.38 (1)  |
| Medalha de prata                                      | Nicolas Nadeau     | Canadá           | 224.76 | 73.90 (8)  | 150.86 (2)  |
| Medalha de bronze                                     | Tomoki Hiwatashi   | Estados Unidos   | 222.52 | 74.97 (6)  | 147.55 (3)  |
| 4                                                     | Alexander Samarin  | Rússia           | 222.11 | 80.31 (2)  | 141.80 (5)  |
| 5                                                     | Vincent Zhou       | Estados Unidos   | 221.19 | 77.31 (4)  | 143.88 (4)  |
| 6                                                     | Dmitri Aliev       | Rússia           | 211.18 | 80.74 (1)  | 130.44 (7)  |
| 7                                                     | Cha Jun-hwan       | Coreia do Sul    | 207.11 | 74.38 (7)  | 132.73 (6)  |
| 8                                                     | Deniss Vasiļjevs   | Letônia          | 204.75 | 78.78 (3)  | 125.97 (9)  |
| 9                                                     | Kévin Aymoz        | França           | 197.76 | 75.53 (5)  | 122.23 (11) |
| 10                                                    | Zhang He           | China            | 195.70 | 70.85 (10) | 124.85 (10) |
| 11                                                    | Yaroslav Paniot    | Ucrânia          | 189.50 | 62.56 (15) | 126.94 (8)  |
| 12                                                    | Shu Nakamura       | Japão            | 186.22 | 66.05 (12) | 120.17 (13) |
| 13                                                    | Matteo Rizzo       | Itália           | 182.96 | 66.79 (11) | 116.17 (17) |
| 14                                                    | Roman Savosin      | Rússia           | 181.65 | 64.00 (13) | 117.65 (14) |
| 15                                                    | Kazuki Tomono      | Japão            | 179.61 | 58.33 (20) | 121.28 (12) |
| 16                                                    | Jiří Bělohradský   | República Tcheca | 178.51 | 61.96 (16) | 116.55 (16) |
| 17                                                    | Yakau Zenko        | Bielorrússia     | 174.39 | 57.67 (22) | 116.72 (15) |
| 18                                                    | Daichi Miyata      | Japão            | 169.19 | 59.10 (19) | 110.09 (18) |
| 19                                                    | Aleksandr Selevko  | Estônia          | 166.61 | 60.91 (17) | 105.70 (20) |
| 20                                                    | Chih-I Tsao        | Taipé Chinesa    | 164.25 | 63.42 (14) | 100.83 (22) |
| 21                                                    | Sondre Oddvoll Bøe | Noruega          | 163.64 | 57.72 (21) | 105.92 (19) |
| 22                                                    | Nicola Todeschini  | Suíça            | 161.15 | 59.59 (18) | 101.56 (21) |
| 23                                                    | Josh Brown         | Reino Unido      | 157.16 | 57.65 (23) | 99.51 (23)  |
| 24                                                    | Irakli Maysuradze  | Geórgia          | 154.41 | 56.87 (24) | 97.54 (24)  |
| Não avançaram para a patinação livre / programa longo |                    |                  |        |            |             |
| 25                                                    | Li Tangxu          | China            | 53.20  | 53.20 (25) |             |
| 26                                                    | Nicholas Vrdoljak  | Croácia          | 52.12  | 52.12 (26) |             |
| 27                                                    | James Min          | Austrália        | 51.96  | 51.96 (27) |             |
| 28                                                    | Héctor Alonso      | Espanha          | 51.41  | 51.41 (28) |             |
| 29                                                    | Byun Se-jong       | Coreia do Sul    | 50.67  | 50.67 (29) |             |
| 30                                                    | Luc Maierhofer     | Áustria          | 50.27  | 50.27 (30) |             |
| 31                                                    | Başar Oktar        | Turquia          | 48.65  | 48.65 (31) |             |
| 32                                                    | Daniyar Adylov     | Cazaquistão      | 47.99  | 47.99 (32) |             |
| 33                                                    | Roman Galay        | Finlândia        | 45.47  | 45.47 (33) |             |
| 34                                                    | Mark Gorodnitsky   | Israel           | 45.28  | 45.28 (34) |             |
| 35                                                    | Jakub Kršňák       | Eslováquia       | 43.19  | 43.19 (35) |             |
| 36                                                    | Glebs Basins       | Letônia          | 41.93  | 41.93 (36) |             |
| 37                                                    | Kai Xiang Chew     | Malásia          | 39.77  | 39.77 (37) |             |
| 38                                                    | Máté Böröcz        | Hungria          | 37.16  | 37.16 (38) |             |
| WD                                                    | Catalin Dimitrescu | Alemanha         | —      | — (WD)     |             |

### Individual feminino
| Pos.                                                  | Nome                     | Nacionalidade    | Pontos | PC         | PL         |
| ----------------------------------------------------- | ------------------------ | ---------------- | ------ | ---------- | ---------- |
| Medalha de ouro                                       | Marin Honda              | Japão            | 192.98 | 66.11 (2)  | 126.87 (1) |
| Medalha de prata                                      | Maria Sotskova           | Rússia           | 188.72 | 64.78 (3)  | 123.94 (3) |
| Medalha de bronze                                     | Wakaba Higuchi           | Japão            | 183.73 | 58.08 (5)  | 125.65 (2) |
| 4                                                     | Yuna Shiraiwa            | Japão            | 171.59 | 56.23 (8)  | 115.36 (5) |
| 5                                                     | Elizabet Tursynbayeva    | Cazaquistão      | 170.83 | 50.11 (14) | 120.72 (4) |
| 6                                                     | Tyler Pierce             | Estados Unidos   | 167.19 | 56.56 (7)  | 110.63 (6) |
| 7                                                     | Angelīna Kučvaļska       | Letônia          | 161.29 | 57.92 (6)  | 103.37 (8) |
| 8                                                     | Ivett Tóth               | Hungria          | 153.70 | 49.98 (15) | 103.72 (7) |
| 9                                                     | Kim Ha-nul               | Coreia do Sul    | 150.36 | 52.37 (12) | 97.99 (9)  |
| 10                                                    | Diāna Ņikitina           | Letônia          | 149.02 | 54.59 (10) | 94.43 (12) |
| 11                                                    | Bradie Tennell           | Estados Unidos   | 147.52 | 58.56 (4)  | 88.96 (14) |
| 12                                                    | Lea Johanna Dastich      | Alemanha         | 143.63 | 47.67 (18) | 95.96 (10) |
| 13                                                    | Sarah Tamura             | Canadá           | 141.32 | 48.11 (16) | 93.21 (13) |
| 14                                                    | Amy Lin                  | Taipé Chinesa    | 139.14 | 44.52 (22) | 94.62 (11) |
| 15                                                    | Maisy Hiu Ching Ma       | Hong Kong        | 138.11 | 52.69 (11) | 85.42 (15) |
| 16                                                    | Anastasia Galustyan      | Armênia          | 137.35 | 55.80 (9)  | 81.55 (16) |
| 17                                                    | Anastasia Hozhva         | Ucrânia          | 132.27 | 50.99 (13) | 81.28 (18) |
| 18                                                    | Kyarha van Tiel          | Países Baixos    | 127.18 | 47.94 (17) | 79.24 (20) |
| 19                                                    | Lucrezia Gennaro         | Itália           | 125.25 | 43.74 (23) | 81.51 (17) |
| 20                                                    | Li Xiangning             | China            | 123.94 | 43.38 (24) | 80.56 (19) |
| 21                                                    | Alizée Crozet            | França           | 120.59 | 45.34 (21) | 75.25 (21) |
| 22                                                    | Juni Marie Benjaminsen   | Noruega          | 116.63 | 45.70 (20) | 70.93 (22) |
| 23                                                    | Son Suh-hyun             | Coreia do Sul    | 115.41 | 46.18 (19) | 69.23 (23) |
| WD                                                    | Alisa Fedichkina         | Rússia           | 66.11  | 66.11 (1)  | — (WD)     |
| Não avançaram para a patinação livre / programa longo |                          |                  |        |            |            |
| 25                                                    | Viveca Lindfors          | Finlândia        | 43.19  | 43.19 (25) |            |
| 26                                                    | Shaline Ruegger          | Suíça            | 42.66  | 42.66 (26) |            |
| 27                                                    | Natalie Klotz            | Áustria          | 42.25  | 42.25 (27) |            |
| 28                                                    | Shuran Yu                | Singapura        | 42.21  | 42.21 (28) |            |
| 29                                                    | Kristina Škuleta-Gromova | Estônia          | 41.68  | 41.68 (29) |            |
| 30                                                    | Matilda Algotsson        | Suécia           | 41.00  | 41.00 (30) |            |
| 31                                                    | Michaela Du Toit         | África do Sul    | 40.86  | 40.86 (31) |            |
| 32                                                    | Julia Sauter             | Romênia          | 39.67  | 39.67 (32) |            |
| 33                                                    | Alexandra Hagarová       | Eslováquia       | 39.07  | 39.07 (33) |            |
| 34                                                    | Monika Peterka           | Eslovênia        | 39.00  | 39.00 (34) |            |
| 35                                                    | Katie Pasfield           | Austrália        | 38.96  | 38.96 (35) |            |
| 36                                                    | Danielle Harrison        | Reino Unido      | 37.59  | 37.59 (36) |            |
| 37                                                    | Elizaveta Ukolova        | República Tcheca | 37.57  | 37.57 (37) |            |
| 38                                                    | Elif Erdem               | Turquia          | 37.39  | 37.39 (38) |            |
| 39                                                    | Aleksandra Rudolf        | Polônia          | 35.32  | 35.32 (39) |            |
| 40                                                    | Teodora Markova          | Bulgária         | 34.50  | 34.50 (40) |            |
| 41                                                    | Elzbieta Kropa           | Lituânia         | 34.34  | 34.34 (41) |            |
| 42                                                    | Leonora Colmor Jepsen    | Dinamarca        | 34.05  | 34.05 (42) |            |
| 43                                                    | Thita Lamsam             | Tailândia        | 33.39  | 33.39 (43) |            |
| 44                                                    | Charlotte Vandersarren   | Bélgica          | 32.30  | 32.30 (44) |            |
| 45                                                    | Maëva Gallarda Rossell   | Espanha          | 29.65  | 29.65 (45) |            |
| WD                                                    | Polina Tsurskaya         | Rússia           | —      | — (WD)     |            |

### Duplas
| Pos.              | Nome                                  | Nacionalidade    | Pontos | PC         | PL         |
| ----------------- | ------------------------------------- | ---------------- | ------ | ---------- | ---------- |
| Medalha de ouro   | Anna Dušková / Martin Bidař           | República Tcheca | 181.82 | 64.71 (1)  | 117.11 (1) |
| Medalha de prata  | Anastasia Mishina / Vladislav Mirzoev | Rússia           | 172.60 | 59.50 (2)  | 113.10 (2) |
| Medalha de bronze | Ekaterina Borisova / Dmitry Sopot     | Rússia           | 169.00 | 58.56 (4)  | 110.44 (3) |
| 4                 | Renata Ohanesian / Mark Bardei        | Ucrânia          | 155.08 | 59.30 (3)  | 95.78 (4)  |
| 5                 | Chelsea Liu / Brian Johnson           | Estados Unidos   | 147.73 | 54.12 (5)  | 93.61 (5)  |
| 6                 | Bianca Manacorda / Niccolò Macii      | Itália           | 141.76 | 49.80 (7)  | 91.96 (6)  |
| 7                 | Justine Brasseur / Mathieu Ostiguy    | Canadá           | 138.67 | 48.08 (9)  | 90.59 (7)  |
| 8                 | Bryn Hoffman / Bryce Chudak           | Canadá           | 138.12 | 52.20 (6)  | 85.92 (10) |
| 9                 | Lindsay Weinstein / Jacob Simon       | Estados Unidos   | 137.58 | 48.75 (8)  | 88.83 (8)  |
| 10                | Joy Weinberg / Maximiliano Fernandez  | Estados Unidos   | 135.71 | 47.54 (10) | 88.17 (9)  |
| 11                | Anastasia Gubanova / Alexei Sintsov   | Rússia           | 123.90 | 45.07 (11) | 78.83 (11) |
| 12                | Chloe Curtin / Steven Adcock          | Reino Unido      | 112.68 | 44.74 (12) | 67.94 (13) |
| 13                | Gao Yumeng / Li Bowen                 | China            | 112.56 | 42.24 (14) | 70.32 (12) |
| 14                | Ekaterina Khokhlova / Abish Baytkanov | Cazaquistão      | 95.31  | 32.36 (15) | 62.95 (14) |
| WD                | Hope McLean / Trennt Michaud          | Canadá           | 44.05  | 44.05 (13) | — (WD)     |

### Dança no gelo
| Pos.                                     | Nome                                           | Nacionalidade    | Pontos | DC         | DL         |
| ---------------------------------------- | ---------------------------------------------- | ---------------- | ------ | ---------- | ---------- |
| Medalha de ouro                          | Lorraine McNamara / Quinn Carpenter            | Estados Unidos   | 163.65 | 66.25 (2)  | 97.40 (1)  |
| Medalha de prata                         | Rachel Parsons / Michael Parsons               | Estados Unidos   | 162.74 | 67.88 (1)  | 94.86 (2)  |
| Medalha de bronze                        | Alla Loboda / Pavel Drozd                      | Rússia           | 151.19 | 58.93 (6)  | 92.26 (3)  |
| 4                                        | Elliana Pogrebinsky / Alex Benoit              | Estados Unidos   | 146.83 | 59.05 (5)  | 87.78 (4)  |
| 5                                        | Anastasia Shpilevaya / Grigory Smirnov         | Rússia           | 146.55 | 59.15 (4)  | 87.40 (6)  |
| 6                                        | Betina Popova / Yuri Vlasenko                  | Rússia           | 146.21 | 58.56 (7)  | 87.65 (5)  |
| 7                                        | Angélique Abachkina / Louis Thauron            | França           | 145.25 | 58.34 (8)  | 86.91 (7)  |
| 8                                        | Marie-Jade Lauriault / Romain Le Gac           | França           | 144.26 | 59.65 (3)  | 84.61 (8)  |
| 9                                        | Mackenzie Bent / Dmitre Razgulajevs            | Canadá           | 138.61 | 56.76 (9)  | 81.85 (9)  |
| 10                                       | Sara Ghislandi / Giona Terzo Ortenzi           | Itália           | 131.18 | 52.19 (12) | 78.99 (11) |
| 11                                       | Nicole Kuzmich / Alexandr Sinicyn              | República Tcheca | 128.91 | 49.08 (14) | 79.83 (10) |
| 12                                       | Melinda Meng / Andrew Meng                     | Canadá           | 128.83 | 52.60 (10) | 76.23 (12) |
| 13                                       | Marjorie Lajoie / Zachary Lagha                | Canadá           | 128.06 | 52.57 (11) | 75.49 (13) |
| 14                                       | Lee Ho-jung / Richard Kang-in Kam              | Coreia do Sul    | 119.13 | 50.10 (13) | 69.03 (14) |
| 15                                       | Anzhelika Yurchenko / Volodymyr Byelikov       | Ucrânia          | 112.65 | 47.66 (15) | 64.99 (16) |
| 16                                       | Ria Schwendinger / Valentin Wunderlich         | Alemanha         | 109.00 | 43.87 (17) | 65.13 (15) |
| 17                                       | Maria Oleynik / Yuri Hulitski                  | Bielorrússia     | 106.31 | 45.02 (16) | 61.29 (18) |
| 18                                       | Maria Golubtsova / Kirill Belobrov             | Ucrânia          | 105.90 | 42.49 (20) | 63.41 (17) |
| 19                                       | Rikako Fukase / Aru Tateno                     | Japão            | 102.10 | 42.63 (19) | 59.47 (19) |
| 20                                       | Alexandra Borisova / Cezary Zawadzki           | Polônia          | 100.31 | 42.80 (18) | 57.51 (20) |
| Não avançaram para a dança livre / longa |                                                |                  |        |            |            |
| 21                                       | Li Xibei / Xiang Guangyao                      | China            | 41.16  | 41.16 (21) |            |
| 22                                       | Guostė Damulevičiūtė / Deividas Kizala         | Lituânia         | 39.98  | 39.98 (22) |            |
| 23                                       | Villö Marton / Danyil Semko                    | Hungria          | 38.63  | 38.63 (23) |            |
| 24                                       | Ekaterina Fedyushchenko / Lucas Kitteridge     | Reino Unido      | 38.12  | 38.12 (24) |            |
| 25                                       | Victoria Semenjuk / Artur Gruzdev              | Estônia          | 37.68  | 37.68 (25) |            |
| 26                                       | Jenna Hertenstein / Damian Binkowski           | Polônia          | 37.68  | 37.68 (26) |            |
| 27                                       | Hannah Grace Cook / Temirlan Yerzhanov         | Cazaquistão      | 37.60  | 37.60 (27) |            |
| 28                                       | Kimberly Wei / Illias Fourati                  | Hungria          | 34.48  | 34.48 (28) |            |
| 29                                       | Elizaveta Orlova / Stephano-Valentino Schuster | Áustria          | 32.53  | 32.53 (29) |            |
| 30                                       | Mathilda Friend / William Badaoui              | Austrália        | 31.98  | 31.98 (30) |            |
| 31                                       | Yana Bozhilova / Kaloyan Georgiev              | Bulgária         | 28.27  | 28.27 (31) |            |

## Quadro de medalhas
| Ordem | País             | Medalha de ouro | Medalha de prata | Medalha de bronze |    | Ordem por total |
| ----- | ---------------- | --------------- | ---------------- | ----------------- | -- | --------------- |
| 1     | Estados Unidos   | 1               | 1                | 1                 | 3  | 2               |
| 2     | Japão            | 1               |                  | 1                 | 2  | 3               |
| 3     | Israel           | 1               |                  |                   | 1  | 4               |
| 3     | República Tcheca | 1               |                  |                   | 1  | 4               |
| 5     | Rússia           |                 | 2                | 2                 | 4  | 1               |
| 6     | Canadá           |                 | 1                |                   | 1  | 4               |
| TOTAL | TOTAL            | 4               | 4                | 4                 | 12 | —               |